# Breidweiler
Breidweiler (Luxemburgs: Präiteler) is een plaats in de gemeente Consdorf en het kanton Echternach in het oosten van Luxemburg.
Breidweiler telt 60 inwoners (2007).